# Goñi (kommunhuvudort)
Goñi är en kommunhuvudort i Spanien.   Den ligger i provinsen Provincia de Navarra och regionen Navarra, i den nordöstra delen av landet, 300 km nordost om huvudstaden Madrid. Goñi ligger 879 meter över havet och antalet invånare är 202.
Terrängen runt Goñi är huvudsakligen kuperad, men åt nordväst är den bergig. Runt Goñi är det glesbefolkat, med 8 invånare per kvadratkilometer. Närmaste större samhälle är Barañáin, 19,1 km öster om Goñi. Trakten runt Goñi består till största delen av jordbruksmark.